# Allaire
Allaire (Gallo Alaèr, bretonisch Alaer) ist eine französische Gemeinde mit 3906 Einwohnern (Stand 1. Januar 2022) im Département Morbihan in der Region Bretagne.

## Geografie
Allaire liegt 45 Kilometer von Vannes und 90 Kilometer von Lorient entfernt auf einer Höhe zwischen einem und 88 m über dem Meer. Die Vilaine bildet die südliche Gemeindegrenze.
Nachbargemeinden sind Saint-Perreux im Nordosten, Saint-Jean-la-Poterie im Osten, Rieux im Südosten, Saint-Dolay im Süden, Béganne im Südwesten, Saint-Gorgon im Westen sowie Saint-Jacut-les-Pins im Nordwesten.

## Geschichte
Allaire wurde zum ersten Mal erwähnt im Jahr 878 als Alair (11. Jahrhundert: Halaer, 1378: Aller, 1460: Aloir, 1516: Allair).

## Bevölkerungsentwicklung
| Jahr      | 1962 | 1968 | 1975 | 1982 | 1990 | 1999 | 2008 | 2019 |
| Einwohner | 2103 | 2219 | 2394 | 2686 | 2990 | 3188 | 3569 | 3886 |

## Dialekt
Allaire gehört zu dem Gebiet der Bretagne, in dem Gallo gesprochen wurde.

## Sehenswürdigkeiten

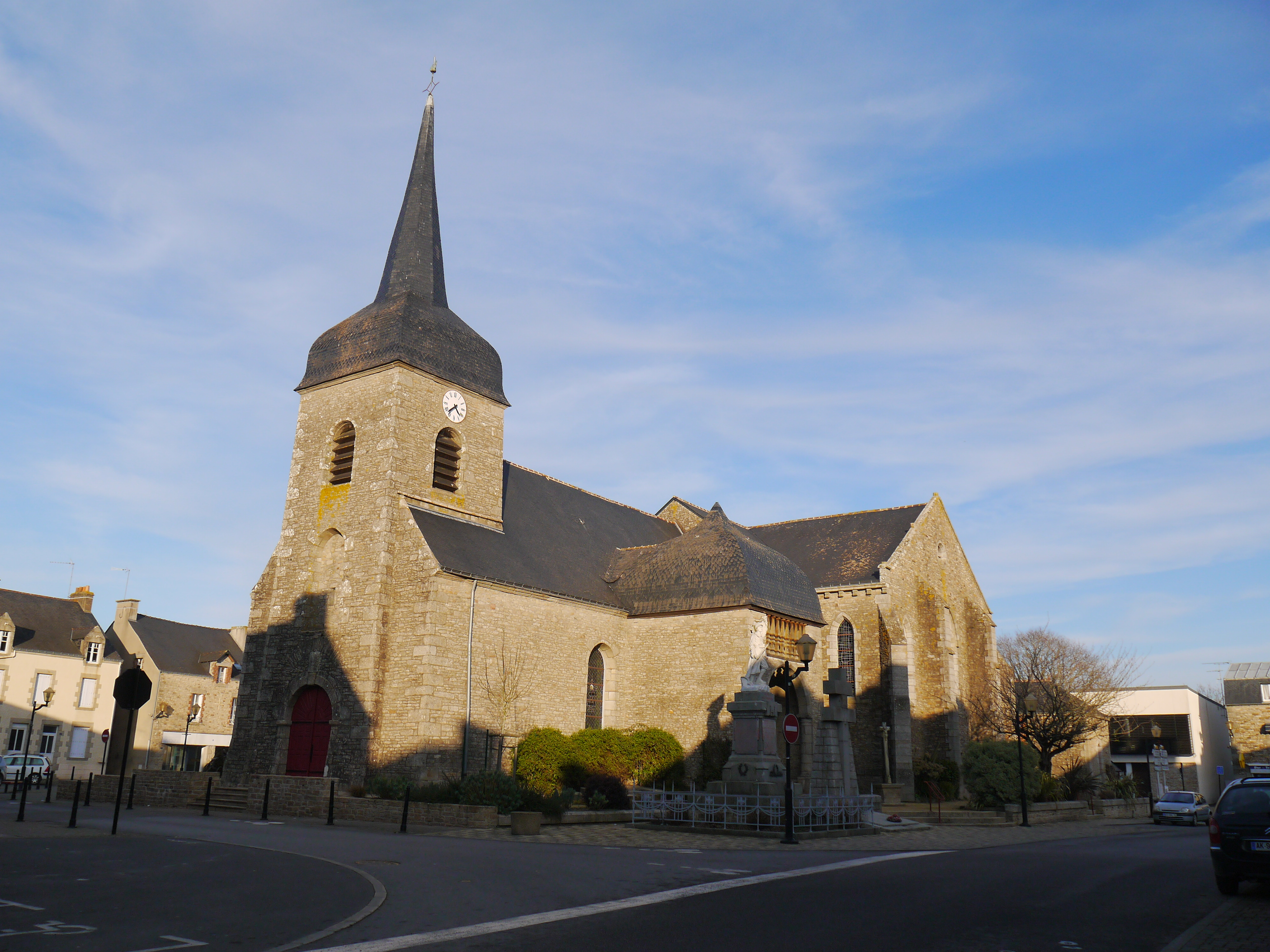
Kirche Saint-Gaudens
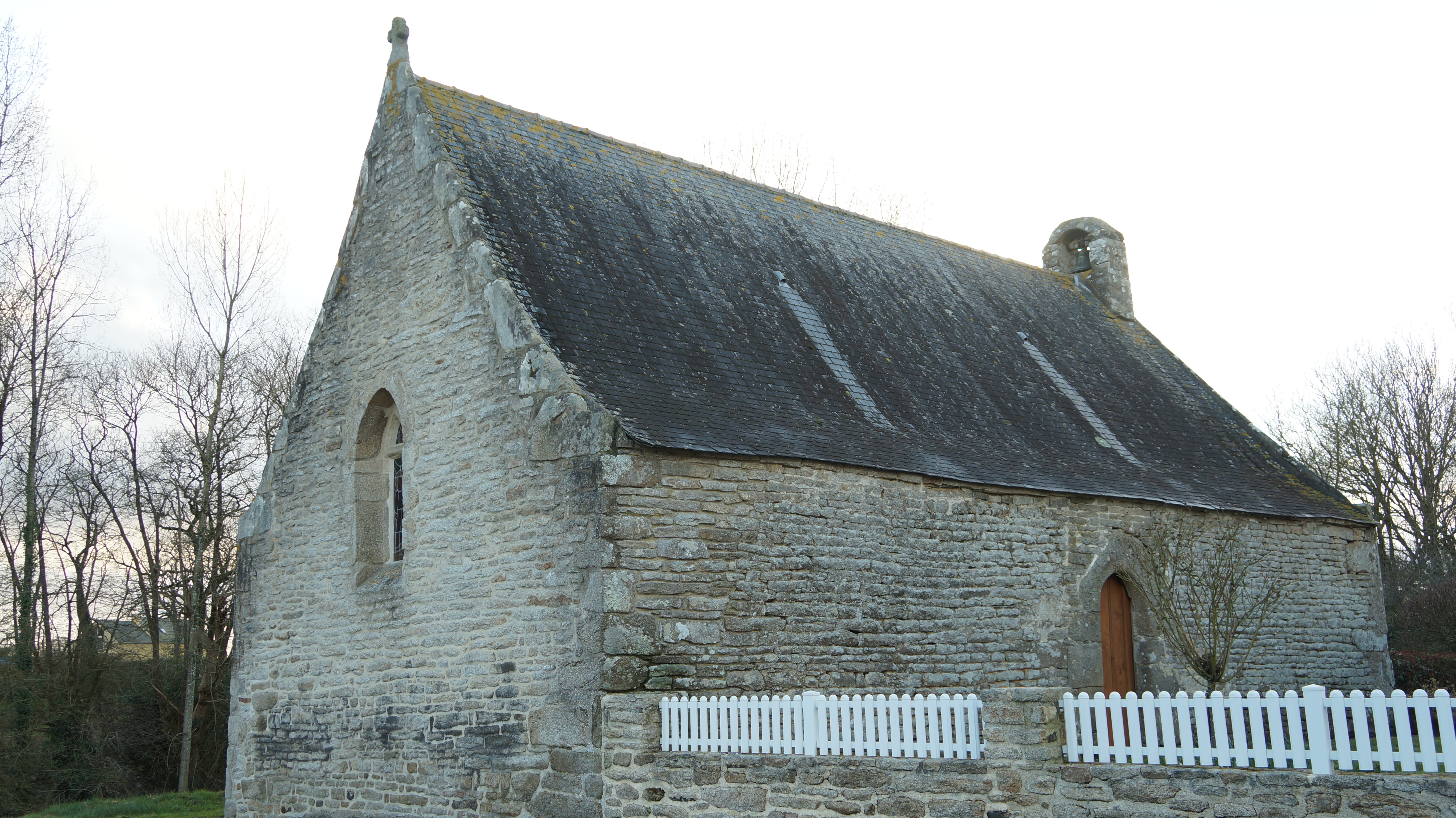
Kapelle Saint-Étienne
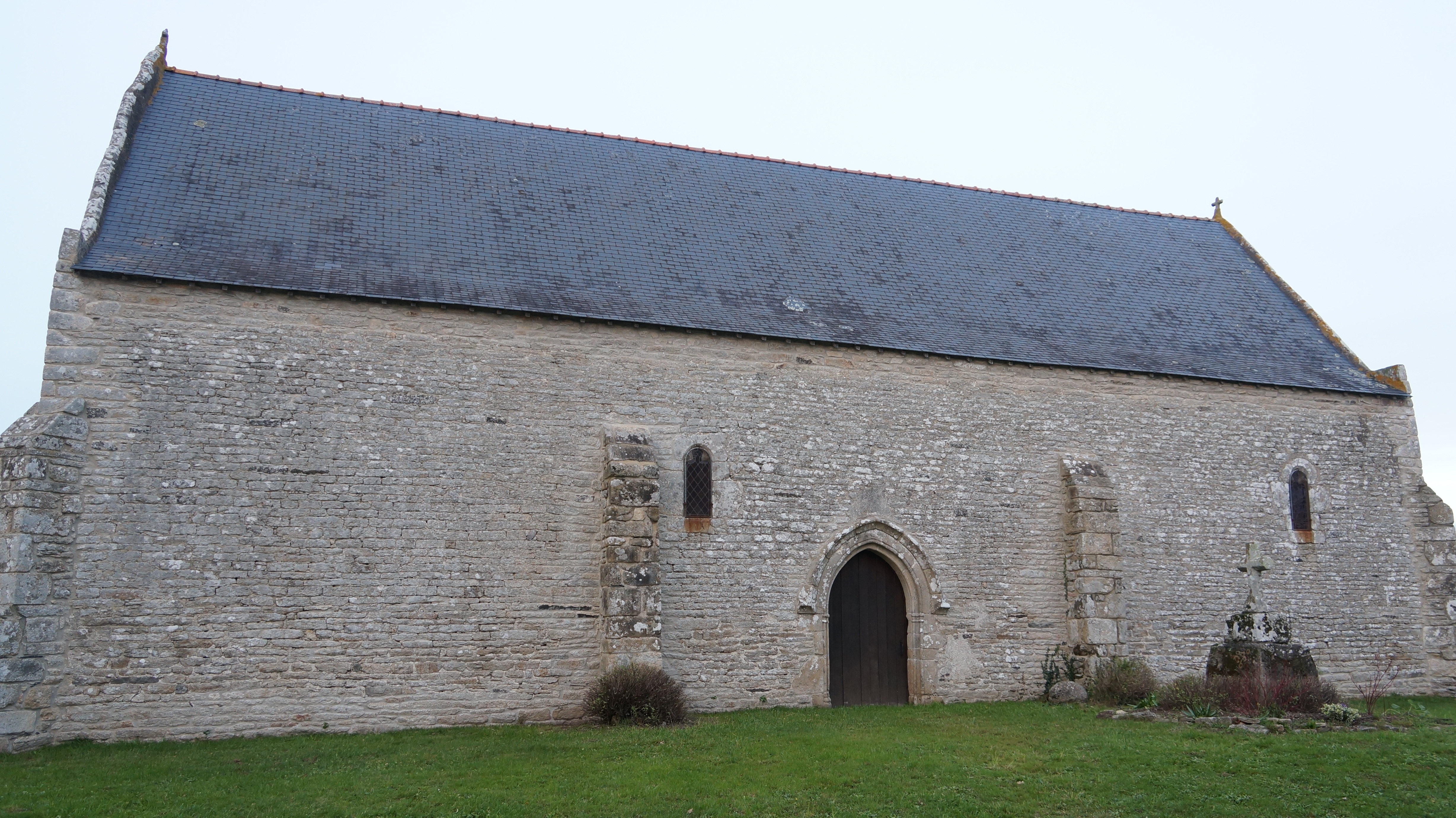
Kapelle Saint-Eutrope
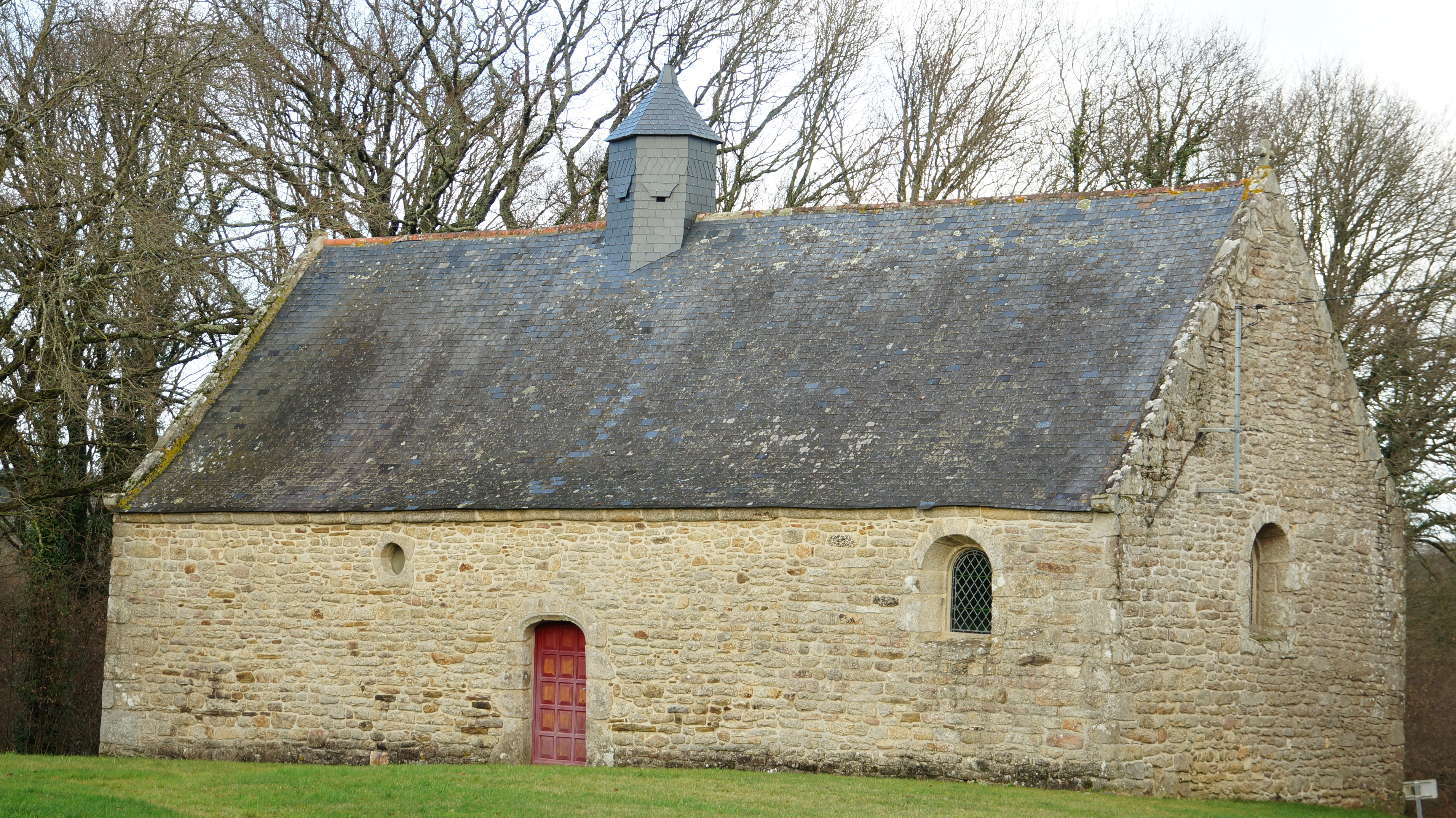
Kapelle Saint-Marc
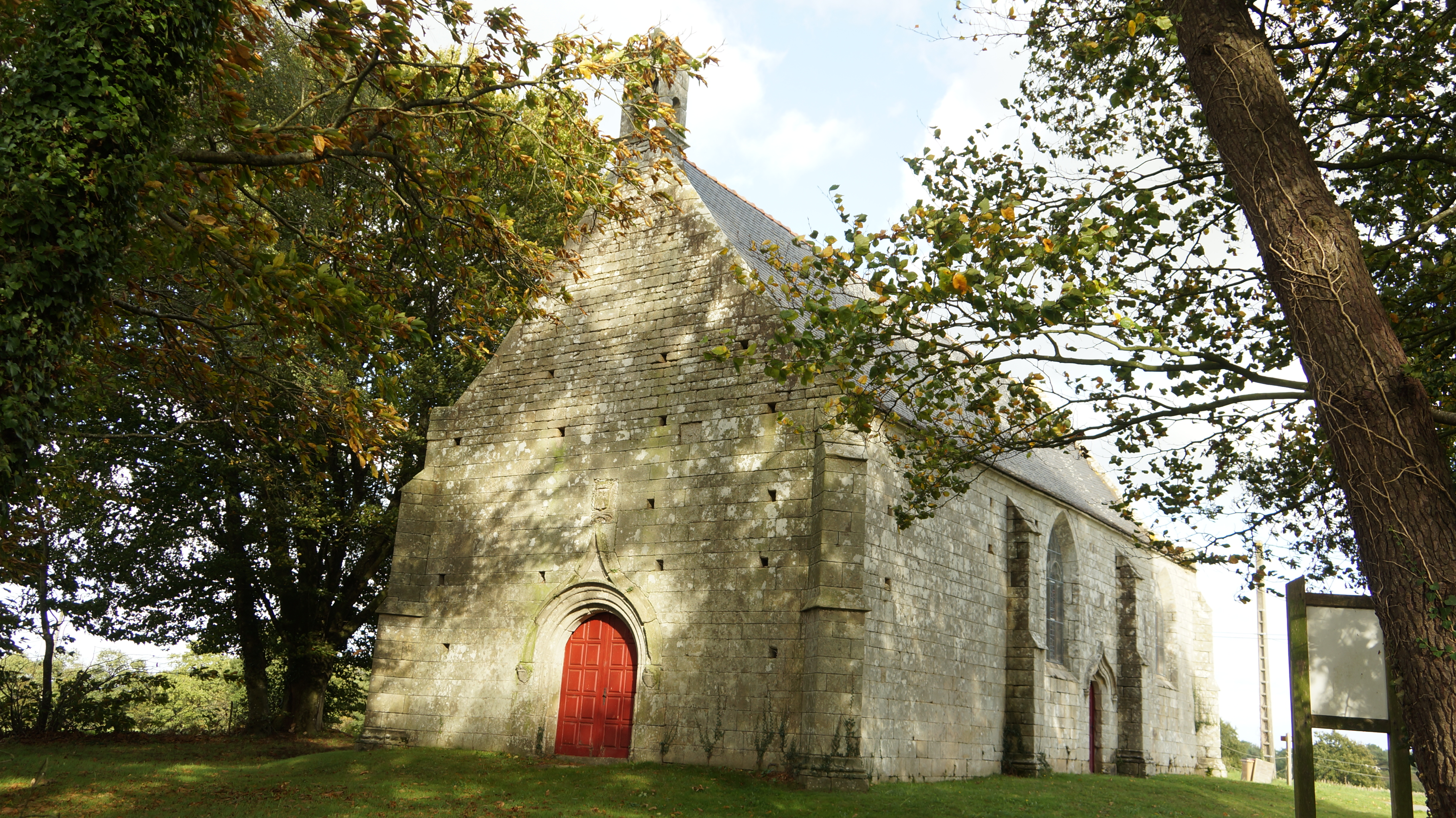
Kapelle Sainte-Barbe
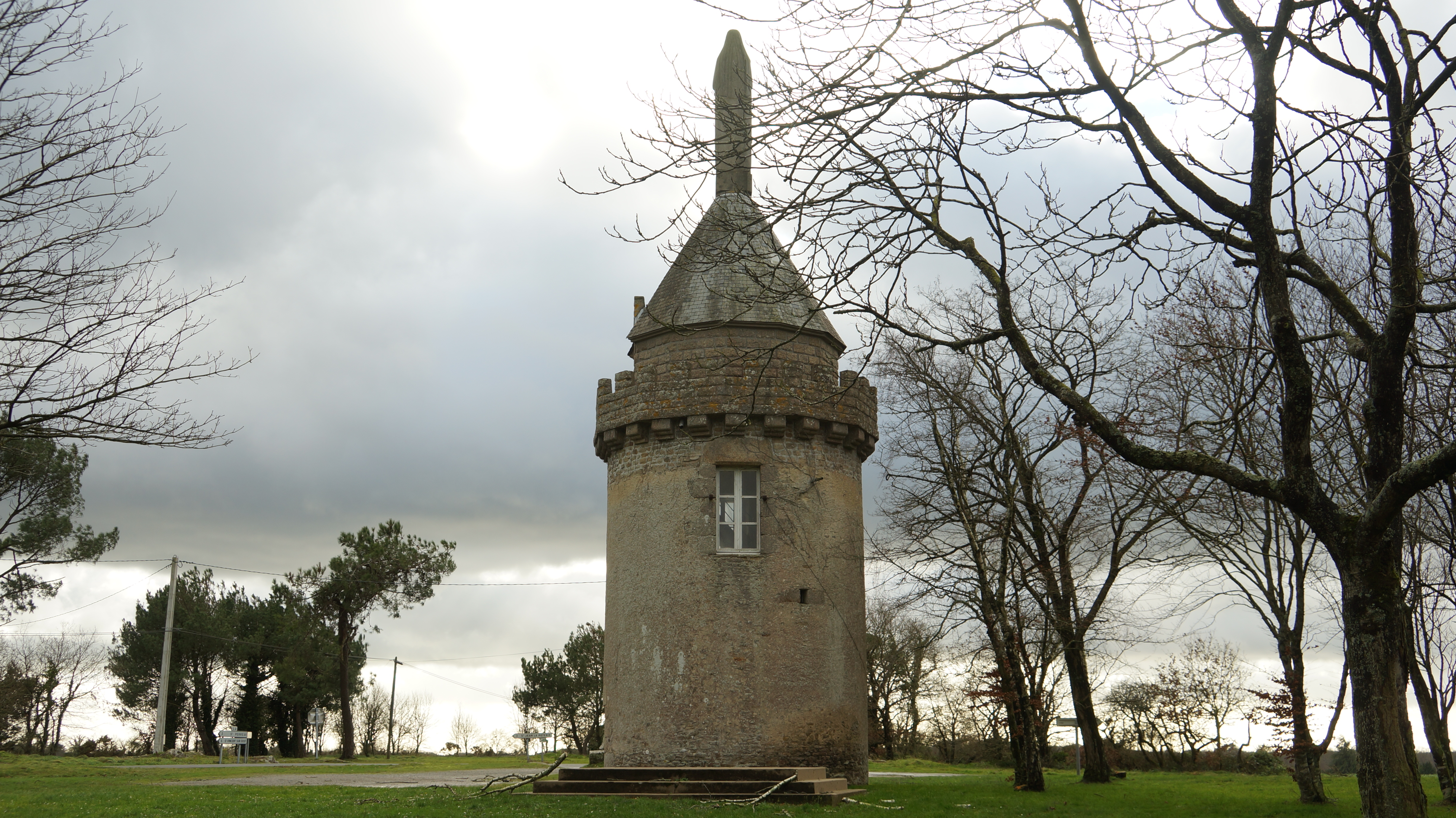
ehemalige Windmühle
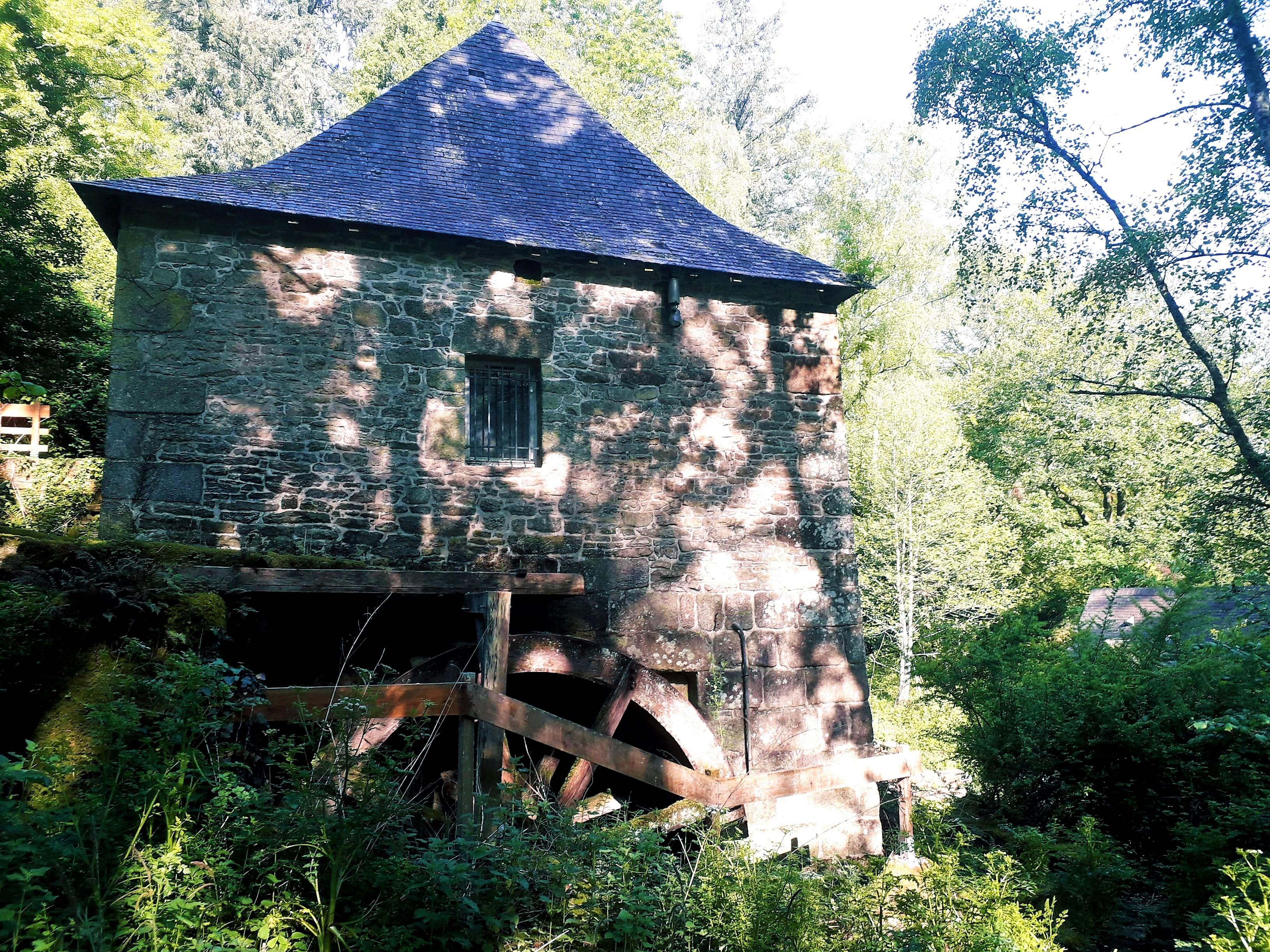
ehemalige Wassermühle

- Kirche Saint-Gaudens
- Kapelle Saint-Étienne
- Kirche Saint-Eutrope
- Kapelle Saint-Marc
- Kapelle Sainte-Barbe
- Ehemalige Windmühle
- Ehemalige Wassermühle